# Đurašići
Đurašići (en serbe cyrillique : Ђурашићи) est un village de Serbie situé dans la municipalité de Prijepolje, district de Zlatibor. Au recensement de 2011, il comptait 198 habitants.

## Démographie
| 1948 | 1953 | 1961 | 1971 | 1981 | 1991 | 2002 | 2011 |
| ---- | ---- | ---- | ---- | ---- | ---- | ---- | ---- |
| 547  | 588  | 643  | 594  | 483  | 395  | 265  | 198  |

|  |